# گرگ گاتفلد
گرگوری جان گاتفلد (به انگلیسی: Gregory John Gutfeld؛ متولد ۱۲ سپتامبر ۱۹۶۴) شخصیت تلویزیونی، نویسنده، سردبیر، تهیه‌کننده و وبلاگ نویس اهل ایالات متحده آمریکا است. او میزبان نمایش گرگ گاتفلد و یکی از پنج مجری در برنامه سیاسی گفتگوی پنج است. هردوی این برنامه‌ها در کانال فاکس نیوز پخش می‌گردند. گاتفلد خود را لیبرترین و بی‌دین توصیف کرده‌است.